# Rubikonmodell der Handlungsphasen
Das Rubikonmodell der Handlungsphasen ist ein motivations-psychologisches Modell von Heinz Heckhausen und Peter M. Gollwitzer, mit dem einzelne Handlungsschritte in vier formelle Phasen eingeteilt werden:
1. die des Abwägens von Handlungsmöglichkeiten einschließlich der Wahl einer davon und der entscheidenden Festlegung auf sie;
2. die des Planens der Umsetzung der getroffenen Entscheidung „in die Tat“;
3. die der realen Durchführung der Entscheidung in konkretem Handeln;
4. die des abschließenden Bewertens dieses Handelns, wobei ein wertendes Beurteilen dieses Handelns, insbesondere des jeweiligen Handlungserfolgs und ggf. weiterer Handlungsfolgen, zur Handlungskontrolle in der Regel schon bei jedem bewussten Handeln selbst erfolgt, insbesondere bei jedem komplexeren und in voneinander abhängende Planungsschritte eingeteilten Handeln.

## Die vier Phasen

### Abwägephase (Prädezisionale Phase)
In der Abwägephase – der Motivation- oder prädezisionalen Phase, die der Intentionsbildung oder Bestimmung eines Ziels, einer Absicht oder der Zwecksetzung dient – wählt eine Person aus der mehr oder weniger großen Zahl ihrer Wünsche zunächst diejenigen aus, die sie momentan in Betracht ziehen und vielleicht auch verfolgen möchte, also zu der Zeit und in der Situation, in der sie ihre Überlegungen anstellt.
Da der Mensch viele Wünsche haben kann, seine zeitlichen und sonstigen Ressourcen dagegen stets begrenzt sind, ist es meist nötig, sich auf eine begrenzte Anzahl von vielleicht zusammenhängenden Wünschen, die in die engere Wahl kommen zu beschränken, um sich schließlich auf die Verfolgung und Verwirklichung eines dieser Wünsche festzulegen und damit auf eine dadurch selbst bestimmte Zielintention. Die psychischen Prozesse können in dieser Phase mit Erwartung-mal-Wert-Modellen näher spezifiziert werden. Die dazu jeweils anzustellenden Überlegungen können außerordentlich aufwendig und differenziert sein, je weit- und umsichtiger dabei Fragen der Selbstmotivation (Wie begeistere ich mich für etwas? Wie kann ich Ablenkungen vermeiden? etc.) oder der denkbaren und möglicherweise auch absehbaren Entscheidungsfolgen für sich und ggf. auch andere in Betracht gezogen werden. Dies gilt erst recht, wenn dabei auch noch die bei der eventuellen Umsetzung einzelner Ziele bereits vorhandenen oder erst zu schaffenden Mittel erwogen, die bekannten oder erst zu erkundenden Wege der Verwirklichung einzelner Handlungsmöglichkeiten überprüft und vielleicht noch weitere Umstände berücksichtigt werden, die eventuell von Wichtigkeit sind oder werden könnten.
Wird nach mehr oder weniger gründlichen Erwägungen schließlich ein Fazit gezogen und kommt auf diese oder andere Weise etwa „kurzentschlossen“ eine Entscheidung durch tatsächliche Festlegung auf ein bestimmtes Ziel zustande, heißt dies im „Rubikonmodell der Handlungsphasen“ nach Heckhausen Schritt über den Rubikon.

### Planungsphase (Präaktionale Phase)
Anschließend tritt die Person in die Phase des Planens oder präaktionale Phase ein. Es geht nun nicht mehr darum, was sie erreichen möchte, sondern vielmehr wie sie das erreichen möchte, was sie beabsichtigt, das heißt, der Fokus wird von der Motivation hin zur Volition verschoben. Es geht also um Fragen der Umsetzung oder Realisierung der Zielintention, die Zielinitiierung. In der Planungsphase bereitet sich die Person auf das Handeln vor. Sie kann dies zum Beispiel dadurch tun, dass sie spezifiziert, unter welchen Umständen und wie genau sie handeln will, das heißt, dadurch, dass sie eine Implementierungsintention bildet. Meist konkurrieren mehrere Zielintentionen miteinander. Es setzt sich diejenige durch, die die dominanteste Fiat-Tendenz hat (lat. fiat zu dt. „es werde“, hier i. S. v. ‚unmittelbar als nächstes soll sein, was gegenwärtig das höchste Potenzial zur Entfaltung von umfassender Nützlichkeit/Güte hat‘), die eine variable Größe ist, in die situative, personale und andere Faktoren einfließen. Zwischen der Planungs- und Handlungsphase folgt der OTIUM-Check (Opportunity, Time, Importance, Urgency, Means).

### Handlungsphase (Aktionale Phase)
Wenn die Person zu handeln begonnen hat (Handlungsinitiierung respektive Intentionsrealisierung), tritt sie in die Handlungsphase oder aktionale Phase ein. Es geht nun darum, das eigene Handeln ausdauernd auf das Ziel auszurichten und sich nicht ablenken zu lassen. Das Handeln muss bei Schwierigkeiten flexibel an die Umstände und den Handlungsverlauf angepasst werden. Zum Beispiel neigen Menschen in bestimmten Fällen dazu, bei Misserfolg die Anstrengung zu erhöhen (dies tun aber nur erfolgszuversichtliche Personen). Entscheidend im Hinblick auf die Realisierungswahrscheinlichkeit und -geschwindigkeit ist die Volitionsstärke.

### Bewertungsphase (Postaktionale Phase)
Mit der Zielerreichung oder -nichterreichung tritt die Person in die Phase des Bewertens bzw. die postaktionale Phase ein. Es findet eine Intentionsdeaktivierung statt. Es wird nun beurteilt, ob die Handlung ein Erfolg war oder nicht und ob eventuell Nachbesserungen erforderlich sind oder das eigentliche Ziel verändert werden muss (Soll-Ist-Vergleich), und worauf dieser Erfolg oder Misserfolg zurückzuführen sei (Kausalattribution). Hierbei wird wieder auf motivationale (gegenüber volitionalen) Aspekte fokussiert.
Die Phasen des Abwägens und des Bewertens betreffen nach den Autoren die Zielwahl, die Phasen des Planens und Handelns die Zielrealisierung. Erstere nennen die Autoren deshalb „motivationale“ Phasen, letztere „volitionale“ Phasen. Der Volitionsbegriff betrifft hier also nur die Realisierung bestehender Absichten, nicht die Bildung derselben.
Die Abfolge der Handlungsphasen ist eine idealtypische Vorstellung, die in der Realität eher selten ist. So gibt es viele Handlungen, die ohne Abwägen und Planen vonstattengehen, insbesondere alle Gewohnheitshandlungen. Das Handlungsphasenmodell unterscheidet verschiedene „geistige Tätigkeiten“, die für ein erfolgreiches Handeln nötig sind. Diese Tätigkeiten können aber auch gleichzeitig vorkommen oder sich überlappen, wenn mehrere Ziele zugleich verfolgt werden. Auch ist es möglich, von einer „späteren“ in eine „frühere“ Phase zurückzufallen. Das Rubikonmodell ist für die Beschreibung realer Handlungen also nur bedingt tauglich.

## Bewusstseinslagen
Die Phase des Abwägens unterscheidet sich von derjenigen des Planens in der Bewusstseinslage, d. h. den in Abhängigkeit von der aktuellen Aufgabe aktivierten kognitiven Strukturen. In vielen empirischen Arbeiten haben Forscher um Heckhausen gezeigt, dass in der Abwägephase eine gezielte Suche nach Informationen (beispielsweise über Wünschbarkeit und Erreichbarkeit von Zielen) stattfindet, die selbstverständlich eine gewisse Offenheit gegenüber Neuem voraussetzt. In der Planungsphase hingegen ist die Aufmerksamkeit auf umsetzungsrelevante Informationen fokussiert. Die Planungsphase ist durch eine kognitive Einengung (und somit eine gewisse Geschlossenheit gegenüber neuen Informationen) gekennzeichnet, welche das Wiedererwägen der Zielintention verhindert. Man denkt also nicht weiter darüber nach, ob man ein Ziel verfolgen sollte (motivational), sondern plant, wie man es verfolgen sollte, um es zu realisieren (volitional). Diese kognitiven Veränderungen sollen die Funktion haben, die einmal gefasste Zielintention gegenüber konkurrierenden Handlungstendenzen abzuschirmen.

## Herkunft der BezeichnungRubikon
Der Name des Modells leitet sich aus einer historischen Gegebenheit im Jahre 49 v. Chr. ab. Der Fluss Rubikon bildete seinerzeit die natürliche Grenze zwischen Italien und der römischen Provinz Gallia Cisalpina. Genauso, wie es für Gaius Julius Caesar mit Überschreiten des Rubikons kein Zurück mehr gab und es in der Folge unweigerlich zum Bürgerkrieg zwischen Caesar und Pompeius kam, wird beim Rubikonmodell für den Handelnden mit dem „Schritt über den Rubikon“ die Entscheidung für eine der Handlungsmöglichkeiten gefällt. Ein Zurück ist nun (theoretisch) nicht mehr möglich.